# Symplocos poilanei
Symplocos poilanei är en tvåhjärtbladig växtart som beskrevs av Jean Baptiste Antoine Guillemin. Symplocos poilanei ingår i släktet Symplocos och familjen Symplocaceae. Inga underarter finns listade i Catalogue of Life.